# Liste der slowakischen Botschafter in Deutschland

Wappen der Slowakei

Dies ist eine Liste der Gesandten des Ersten Slowakischen Staats (1939 bis 1945) und der Botschafter der heutigen Slowakei (seit 1993) in Deutschland.

## Tschechoslowakische Gesandte (1919–1939)
Nach dem Ersten Weltkrieg wurde die Slowakei Teil der 1918 neu gegründeten Tschechoslowakei. 1919 nahmen Tschechoslowakei und Deutschland die diplomatischen Beziehungen auf. 1939 endeten diese Beziehungen durch die Zerschlagung der Rest-Tschechei. Gleichzeitig wurde der Slowakische Staat gegründet.

## Slowakische Gesandte imDeutschen Reich(1939 bis 1945)
- 1939–1945: Matúš Černák

## Slowakische Botschafter in Deutschland (seit 1993)
Nach der samtenen Revolution 1989 kam es zur Trennung zwischen Tschechien und der Slowakei. Nach der Auflösung der Tschechoslowakei am 31. Dezember 1992 nahmen die Slowakei und Deutschland bilaterale Beziehungen auf.
- 1993–1994: Klára Novotná, chargé d´ Affaires, a. i.
- 1994–1996: Pavol Hamžík
- 1996–1998: Milan Matlák, chargé d´Affaires a. i.
- 1998–2005: Ján Foltín
- 2005–2009: Ivan Korčok
- 2010–2015: Igor Slobodník
- 2015–2019: Peter Lizák
- 2020–2025: Marián Jakubócy
- seit 2025: Juraj Macháč